# Eigenheimrente
Als Eigenheimrente (auch Wohn-Riester) wird die Einbeziehung selbstgenutzten Wohneigentums in die Förderung durch die in Deutschland staatlich gewährte Altersvorsorgezulage bezeichnet. Diese Fördermöglichkeit wurde im „Eigenheimrentengesetz“  wesentlich erweitert (BR-Drs.438/08). Die Regelungen zur Eigenheimrente sind gemeinsam mit den Regelungen zur gewöhnlichen Riesterrente im XI. Abschnitt des Einkommensteuergesetzes geregelt.

## Ziel der Förderung
Ziel der Förderung ist, durch die Einbeziehung von selbst genutzten eigenen Wohnungen in die steuerlich geförderte Altersvorsorge Anreize für eine zusätzliche private Altersvorsorge zu schaffen.

## Gegenstand der Förderung
Gefördert werden
1. eine Wohnung in einem eigenen Haus (auch wenn sich die Wohnung im eigenen Mehrfamilienhaus befindet) oder
2. eine eigene Eigentumswohnung oder
3. eine Genossenschaftswohnung einer in das Genossenschaftsregister eingetragenen Genossenschaft oder
4. ein eigentumsähnliches oder lebenslanges Dauerwohnrecht nach § 33 des Wohnungseigentumsgesetzes soweit auch die Vereinbarungen nach § 39 des Wohnungseigentumsgesetzes vereinbart wurden,

wenn diese Wohnung vom Zulageberechtigten selbst genutzt wird, die Hauptwohnung oder den Mittelpunkt der Lebensinteressen des Zulageberechtigten darstellt und in einem Mitgliedstaat der Europäischen Union oder in einem Staat, auf den das Abkommen über den
Europäischen Wirtschaftsraum (EWR-Abkommen) anwendbar ist, liegt. Nicht begünstigt sind Ferien- oder Wochenendwohnungen.
Die gesetzliche Regelung ergibt sich aus § 92a Abs. 1 Einkommensteuergesetz (EStG).

## Förderansätze
Das Eigenheimrentenmodell besteht aus zwei Förderansätzen:
1. Wer einen Riester-Vertrag hat, kann sein gesamtes angespartes und steuerlich gefördertes Kapital unmittelbar für den Kauf/Bau einer selbstgenutzten eigenen Wohnung oder Tilgung eines für diesen Verwendungszweck aufgenommenen Darlehen verwenden. Eine Pflicht zur Rückzahlung des entnommenen Betrags besteht nicht.
2. Zum anderen werden Aufwendungen zur Tilgung eines Darlehens für die Anschaffung oder Herstellung einer eigengenutzten Wohnung wie Beiträge zu einem Riester-Sparvertrag gefördert. Es gibt drei mögliche Formen von begünstigten Darlehensverträgen: Annuitätendarlehen, eine Kombination aus einem Sparvertrag mit einer Darlehensoption (typischerweise ein Bausparvertrag) oder ein Vorfinanzierungsdarlehen (typischerweise ein Bausparkombivertrag).

Die gesetzliche Regelung ergibt sich aus § 1 Abs. 1a Alterszertifizierungsgesetz (AltZertG).

## Nachgelagerte Besteuerung
Die nachgelagerte Besteuerung wird durch ein „Wohnförderkonto“ sichergestellt, auf dem der Entnahmebetrag, die geförderten Tilgungsleistungen und die hierfür gewährten Zulagen verbucht werden. Als Ausgleich für die vorzeitige Nutzung des Altersvorsorgekapitals und zur Gleichstellung mit anderen Riester-Produkten wird der in das Wohnförderkonto eingestellte Betrag in der Ansparphase am Ende eines jeden Jahres um 2 % erhöht.
Zu Beginn der Rente wird der Stand des Wohnförderkontos durch die Anzahl der Jahre bis zum 85. Lebensjahr des Förderberechtigten geteilt. Der sich ergebende Jahresbetrag wird dem zu versteuernden Einkommen des Förderberechtigten hinzugerechnet. Ob der Förderberechtigte dann tatsächlich Steuern zahlen muss, hängt von den übrigen Einkünften und persönlichen Umständen des Förderberechtigten ab.
Alternativ kann der Förderberechtigte auch einen Antrag auf eine Einmalbesteuerung stellen. Dann werden in dem Jahr, in dem die Rente beginnt, 70 % vom aktuellen Stand des Wohnförderkontos dem zu versteuernden Einkommen des Förderberechtigten hinzugerechnet. Wird die Einmalbesteuerung gewählt, beginnt ab Beginn der Rente eine steuerliche Haltepflicht (§ 22 Nr. 5 S. 3–4 Einkommensteuergesetz)
Seit dem 1. Januar 2014 ist es nach Entscheidung zu Gunsten des ratierlichen Abtrages der Steuerlast möglich, sich nachträglich zur Einmalbesteuerung zu entschließen. Auch in diesem Fall wird der der Besteuerung zugrundeliegende Kontostand des Wohnförderkontos um 30 % rabattiert. Auch hier gilt die steuerliche Haltefrist.

## Rückzahlung der Förderung / Versteuerung / Beantragung von Steuerstundung wg. Ausnahmetatbeständen
Die Riester-Förderung muss nicht mehr zurückgezahlt werden, wenn die Wohnung ab 2014 verkauft oder vermietet wurde. Allerdings sind die geförderten Beiträge, Zulagen und darauf entfallenden Erträge für das Jahr der Aufgabe der Selbstnutzung als sonstige Einkünfte über die Steuererklärung zu versteuern.
Ausnahmen von der sofortigen Versteuerungspflicht bestehen, wenn
- die selbst genutzte Wohnung auf Grund einer beruflich bedingten Abwesenheit nicht selbst genutzt werden kann (wird während dieser Zeit die Wohnung vermietet, muss der Mietvertrag von vornherein entsprechend befristet werden) und der Steuerpflichtige beabsichtigt, die Selbstnutzung nach der berufsbedingten Abwesenheit wieder aufzunehmen und die Selbstnutzung spätestens mit der Vollendung des 67. Lebensjahres des Steuerpflichtigen wieder aufgenommen wird. Die berufsbedingte Abwesenheit muss von der Zentralen Zulagenstelle für Altersvorsorgevermögen (ZfA) auf Basis eines vom Zulageberechtigten gestellten Antrages geprüft und genehmigt werden.
- der Förderbetrag im Zeitraum von zwei Jahren vor Verkauf bzw. Vermietung bis fünf Jahre nach Verkauf bzw. Vermietung wieder in selbstgenutztes Wohneigentum investiert wurde (seit 1. Januar 2014)
- der / die Zulageberechtigte erklärt, binnen fünf Jahren nach Auszug wieder in das selbstgenutzte Wohneigentum einzuziehen (seit 1. Januar 2018)
- der / die Zulageberechtigte erklärt, vorübergehend krankheits-/ pflegebedingt ausziehen zu müssen und der Wiedereinzug in das zwischenzeitlich nicht durch Dritte (außer Ehegatte) genutzte Wohneigentum beabsichtigt ist
- der / die Zulageberechtigte erklärt, dass er/sie aufgrund einer richterlichen Entscheidung nach § 1361b BGB bis zur Vermögensklärung im Scheidungsverfahren aus der Ehewohnung verwiesen wurde

Die gesetzliche Regelung ergibt sich aus § 92a Abs. 3 Einkommensteuergesetz (EStG).

## Berufseinsteiger-Bonus
Zulagenberechtigte, die zu Beginn des Kalenderjahres das 25. Lebensjahr noch nicht vollendet haben, erhalten einmalig eine um 200 Euro erhöhte Grundzulage (Berufseinsteiger-Bonus). Der Bonus wird seit 2008 von Amts wegen für das erste Beitragsjahr gewährt, für das eine Altersvorsorgezulage beantragt wird: Wurde der Mindesteigenbeitrag im betreffenden Jahr nicht in voller Höhe geleistet, wird der Berufseinsteigerbonus entsprechend anteilig gekürzt.

## Erweiterung der Förderberechtigung
Mit dem Eigenheimrentengesetz wurde der Kreis der unmittelbar Förderberechtigten auf Personen ausgeweitet, die
- eine Rente wegen voller Erwerbsminderung oder Erwerbsunfähigkeit aus der gesetzlichen Rentenversicherung oder der Alterssicherung der Landwirte erhalten oder noch nicht 67 Jahre alt sind und eine Versorgung wegen Dienstunfähigkeit erhalten sowie
- vor dem Leistungsbezug zum förderberechtigten Personenkreis gehört haben.

## Kritik: Eignung der Wohnung als Rentenergänzung
Inwieweit eine Wohnung überhaupt als Teil der Riester-Rente förderfähig sein sollte, war von Beginn an umstritten. Zwar entfällt bei Immobilienbesitzern die Miete im Alter. Dennoch besteht die Notwendigkeit, im Alter auch Geldmittel in angemessener Höhe zur Verfügung zu haben. Dazu trägt eine Wohnung nicht bei. Aus diesem Grund war bei Einführung der Riester-Rente eine Entnahme von Mitteln zur Finanzierung einer Wohnung nur vorgesehen, wenn die entnommenen Mittel bis zum Rentenbeginn wieder eingezahlt wurden.